# Großsteingrab Lebendorf
Das Großsteingrab Lebendorf (auch Pohlsberg oder Riesengrab genannt) war eine jungsteinzeitliche megalithische Grabanlage in Lebendorf, einem Ortsteil von Könnern im Salzlandkreis, Sachsen-Anhalt. Es wurde um 1800 zerstört.

## Lage
Das Grab befand sich am Ortsrand von Lebendorf. Es war eine von sieben künstlichen Erhebungen in der ansonsten ebenen Landschaft, aber die einzige, für die große Steineinbauten vermerkt wurden. Die anderen sechs Erhebungen dürften daher als Grabhügel anzusehen sein.

## Beschreibung
An der Westseite eines als „Pohlsberg“ bezeichneten Hügels befand sich nach weitgehend gleichlautenden Angaben von J. J. Homeyer und Johann Christoph von Dreyhaupt aus der Mitte des 18. Jahrhunderts eine sehr lange Grabkammer aus großen Steinblöcken (das „Riesengrab“). In beiden Berichten werden mehrere Wandsteine an den beiden Langseiten und jeweils ein Abschlussstein an den Schmalseiten erwähnt. Die beiden letzteren sollen von enormer Größe gewesen sein, wobei der „obere“ (wohl der östliche) noch erheblich größer war als sein Gegenstück. In der Mitte der Grabkammer waren noch einige Decksteine erhalten. Trotz dieser vergleichsweise genauen Angaben lassen sich keine sicheren Schlüsse auf den exakten Grabtyp ziehen.
1846 berichtet Christian Keferstein, dass das Großsteingrab „vor 50 Jahren“ zerstört worden sei. Hierbei sollen einige Keramikgefäße („Urnen“) gefunden worden sein, die aber nicht erhalten sind. Eine sichere Zuordnung der Anlage zu einer archäologischen Kultur ist daher nicht mehr möglich.